# Vittoria involontaria
Vittoria involontaria (Victory Unintentional), tradotto anche coi titoli ZZ1-ZZ2-ZZ3 ed Esseri superiori, è un racconto di fantascienza del 1942 di Isaac Asimov ed è uno dei pochi racconti in cui Asimov ipotizza l'esistenza di intelligenza non umana all'interno del Sistema solare (un altro racconto sugli extraterrestri è Questi giovani). È il seguito diretto della storia non robotica La faccia di Orloff, scritta nel 1941. Pubblicato per la prima volta nell'agosto del 1942 sulla rivista Super Science Stories, fa parte dell'antologia Il secondo libro dei robot ed è attualmente presente anche in altre raccolte di racconti di Asimov. È uno dei primi racconti sui robot positronici arrivato in Italia (1953).

## Trama
I tre piccoli modelli ZZ (ZZ Uno, ZZ Due e ZZ Tre) sbarcano su un continente solido di Giove come ambasciatori dei loro padroni umani per cercare informazioni sugli esseri aborigeni del pianeta. Fin dall'inizio, i gioviani cercano di distruggere i tre intrusi con tutte le armi che hanno a loro disposizione, ma dopo vari fallimenti sono costretti a comunicare con i nuovi arrivati. Grazie a un sofisticato sistema di punti e linee che era stato elaborato nel corso di 25 anni di studi fra le due civiltà, le due fazioni cominciano a discutere. I robot spiegano che vengono in pace e in cerca di informazioni sul mondo dei gioviani, ma l'alieno addetto alla radio di questo trasduttore terrestre-gioviano non ha alcuna voglia di parlare e ordina ai robot non solo di sloggiare dal loro pianeta, ma anche da Ganimede, dove il resto degli "animali inferiori" come loro si erano insediato illegittimamente. I gioviani però, non essendo riusciti nemmeno a scalfire i robot con le loro armi, decidono loro malgrado di portarli in una delle loro città per mostrar loro la grandezza e la potenza della loro civiltà.
Arrivati nel sobborgo, i tre ZZ vengono accolti da due funzionari del governo gioviano con cui cercano subito di stipulare un trattato di pace fra i due mondi. Il punto focale della loro missione è quello di stabilire una pace solida e duratura, ma se alla fine questo non risultasse possibile, l'obiettivo secondario è quello di stabilire se i gioviani siano una minaccia reale per i terrestri. La popolazione di Giove infatti, anche se meno evoluta tecnologicamente, è di gran lunga numericamente superiore rispetto a quella della Terra. Se gli alieni possiedono dei campi di forza abbastanza efficienti per dare vita ai voli spaziali, quindi, nulla impedirebbe loro di conquistare l'intero sistema stellare. Alla fine, i robot non riescono a ottenere alcuna pace e scoprono che i gioviani sono in procinto di costruire la loro prima nave spaziale. Non avendo nient'altro da fare che riferire ai loro padroni, tornano alla nave sconsolati.
L'astronave che dovrebbe portarli a casa è però sprovvista del campo di forza necessario al volo stellare, e quindi i gioviani chiedono come sia possibile per loro sopravvivere nello spazio aperto. I robot spiegano che non hanno bisogno di un campo perché la nave non è isolata ermeticamente dall'esterno, e quindi non rischia di esplodere per la variazione di pressione; inoltre non hanno bisogno di gas per respirare, né di un isolamento dal gelo siderale, dato che loro si riscaldano automaticamente dall'interno. Il rappresentante del pianeta avverte i vertici del governo delle cose appena scoperte, e spiega tutta la potenza di questi esseri extraterrestri, al che decidono di accettare di buon grado la pace. 
I tre ZZ a quel punto salgono sulla nave un po' perplessi, ma grazie a un sottile ragionamento intuiscono che i gioviani in realtà pensavano che i veri terrestri fossero loro, i robot, e non gli esseri umani. Per un fortuito scambio di identità, la Terra è salva.

## I gioviani
Non vengono mai descritti esplicitamente dato che la loro forma non ha nulla che può essere paragonata a un essere vivente terrestre. L'unica cosa che si sa è che hanno dei tentacoli prensili e sono simmetrici rispetto a un asse verticale. Probabilmente respirano idrogeno, mentre l'ossigeno per loro è un gas mortalmente velenoso. Il loro organo sensoriale della percezione dello spazio non si basa sullo spettro elettromagnetico, ma sulla percezione delle masse, in una sorta di eco radar (gli oggetti più sottili risultano semitrasparenti mentre quelli più spessi sono più opachi). La civiltà gioviana prevede città che si sviluppano nel sottosuolo e armi non basate sulla deflagrazione o sulla disintegrazione, dato che l'alta densità dell'atmosfera porterebbe ad un effetto boomerang.